# ریپون (ویسکانسین)
ریپون، ویسکانسین  (به انگلیسی: Ripon) شهری در شهرستان فوند دو لاک ایالت ویسکانسین است که در سال ۱۸۵۸ بنیان‌گذاری شده‌است. این شهر طبق سرشماری سال ۲۰۱۰ میلادی ۷٬۷۳۳ نفر جمعیت داشته‌است.

## نگارخانه

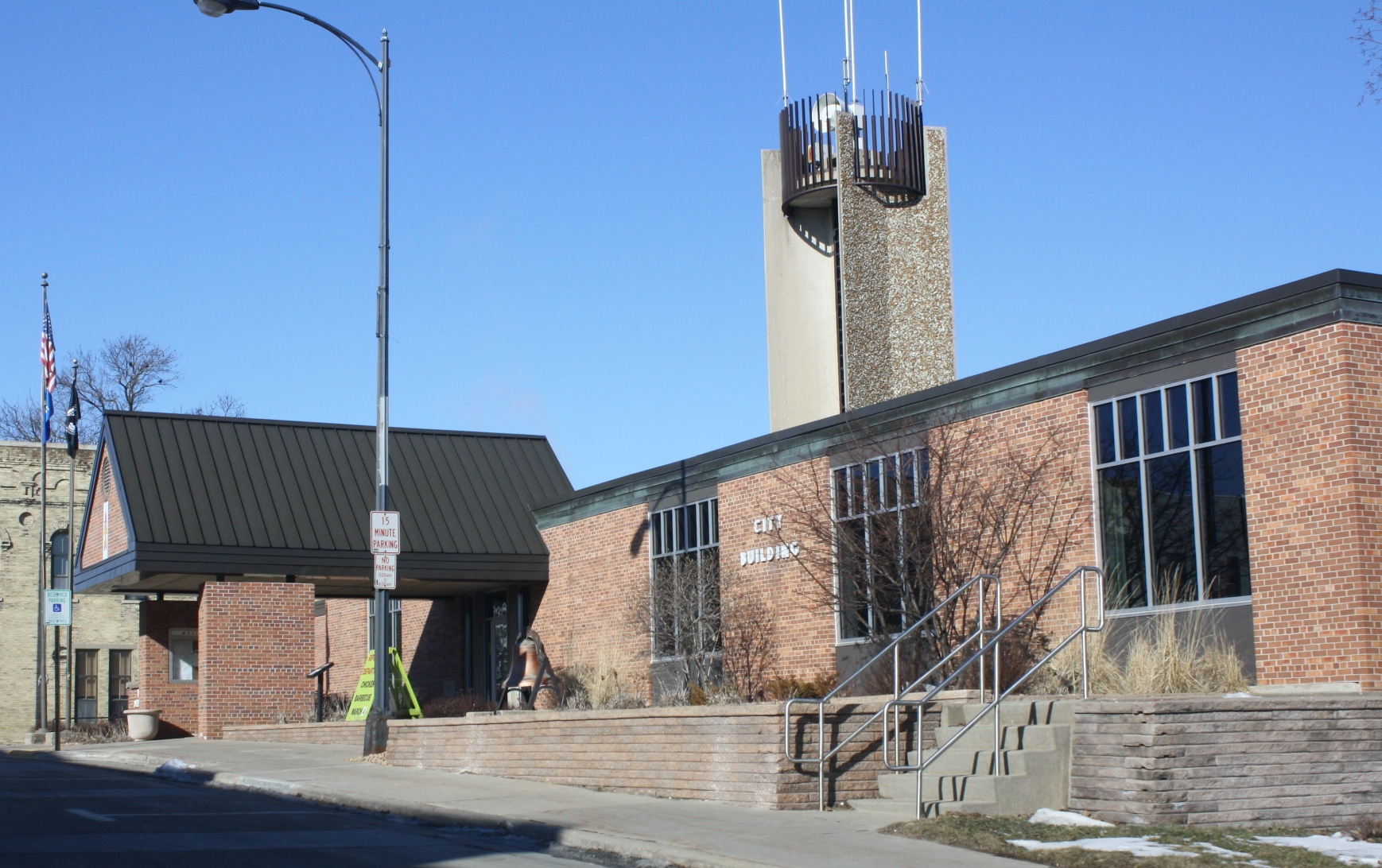
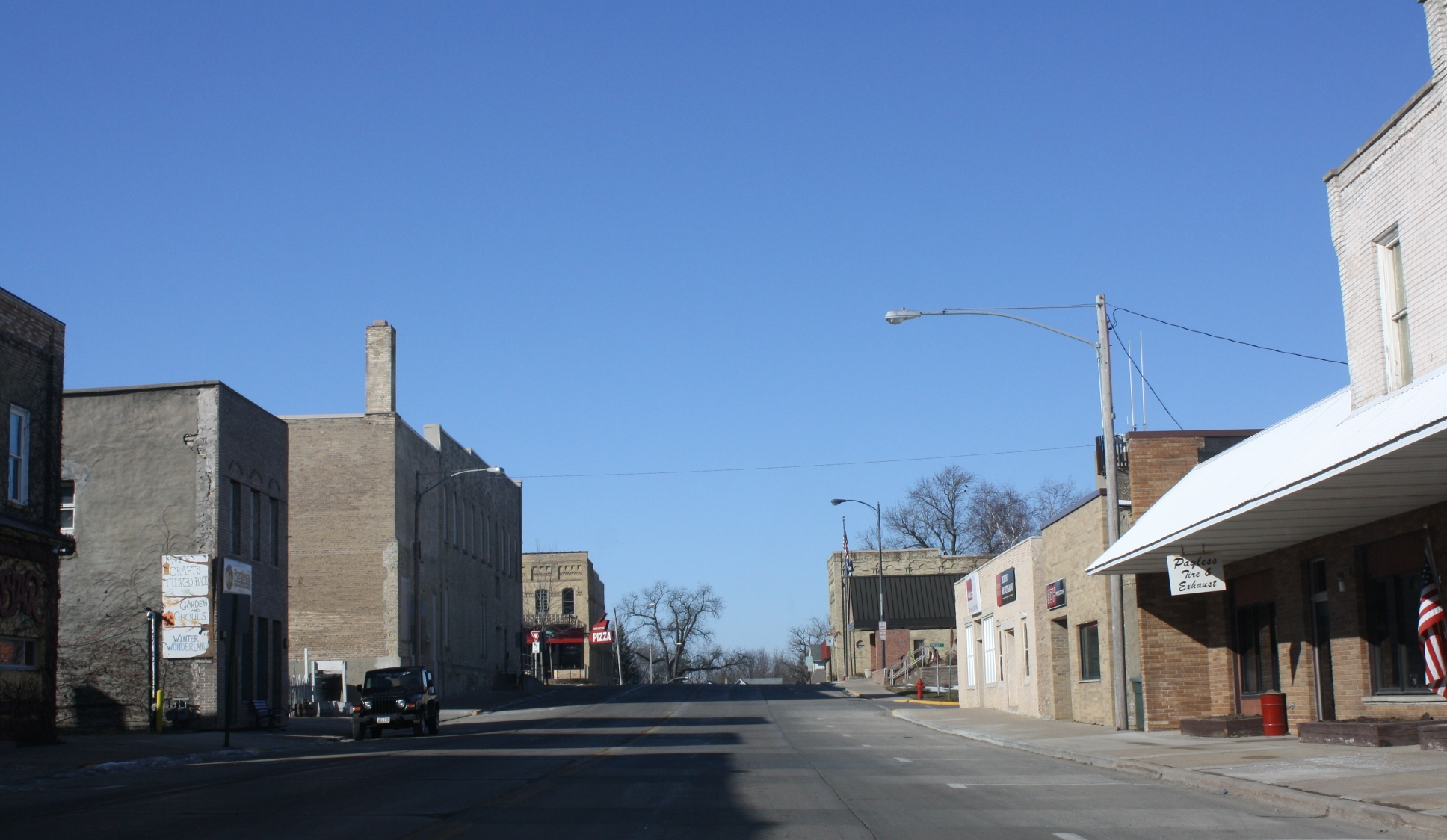
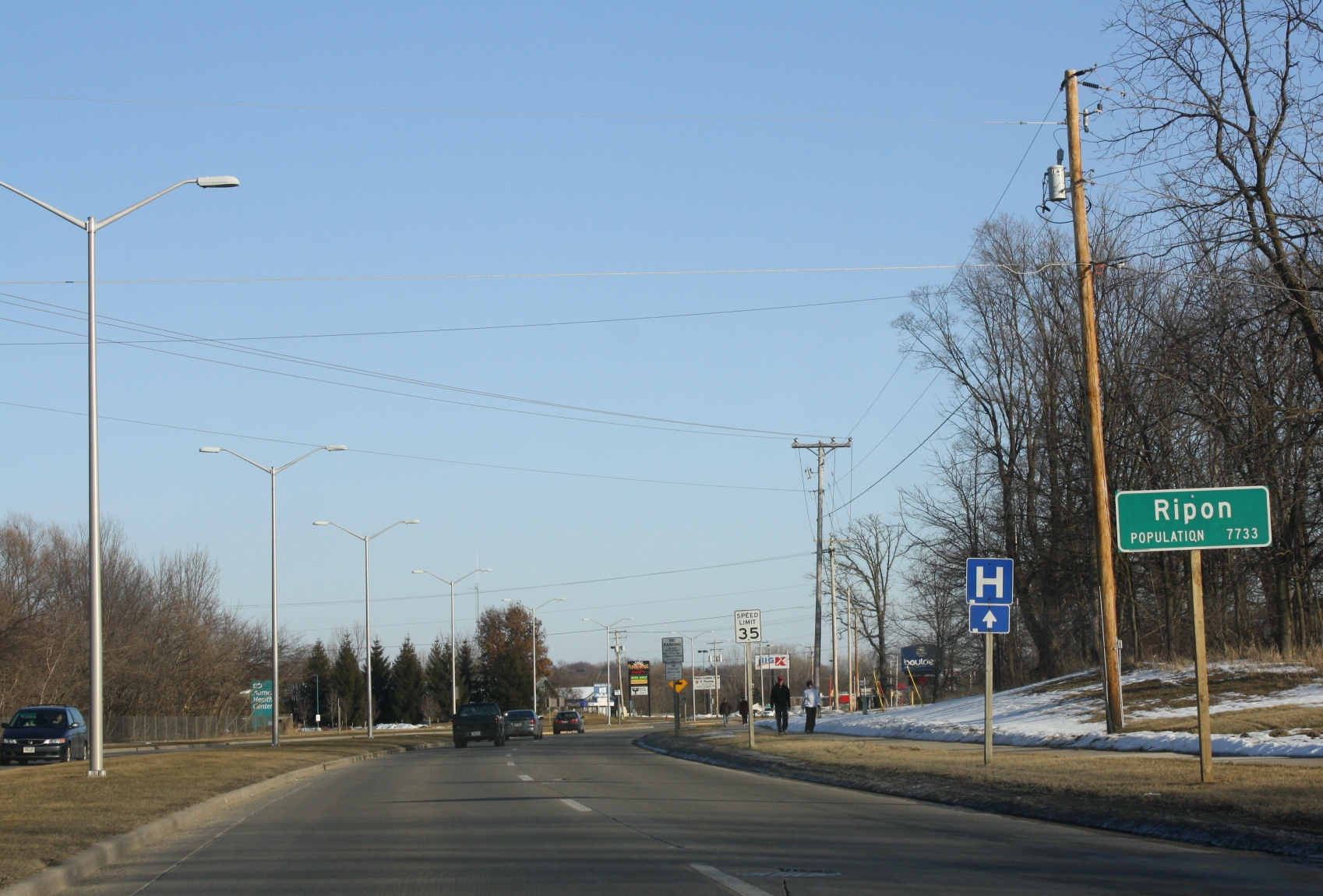